# Liste des orgues de Champagne-Ardenne classés dans la base Palissy des monuments historiques

## Méthodologie
Cette liste prend en compte les orgues de Champagne-Ardenne classés uniquement, au titre objet ou immeuble, que ce soit pour leur buffet ou leur partie instrumentale et répertoriés dans la base Palissy des Monuments Historiques Français. La section Reprises recense les modifications les plus importantes. Dans certains cas le classement du buffet intègre également la tribune. À défaut de précision, le classement est réputé acquis au titre objet (cas le plus fréquent) mais les initiales I.D. signifient au titre Immeuble par Destination et I. au titre Immeuble.

## Liste

### Ardennes-Haute-Marne
| Localisation                                 | Construction | Reprises                                            | Buffet                                       | Instrument                   | Illustration |
| -------------------------------------------- | --- | --------------------------------------------------- | -------------------------------------------- | ---------------------------- | ------------ |
| Blécourt, Notre-Dame-en-sa-Nativité          | Jean-Baptiste Stoltz, o. de chœur de Basilique Notre-Dame-des-Victoires de Paris 1845, transféré tribune 1867, déplacé au sol & relevé Maurice PHILIPPE 1970                                                               |                                                     |                                              | Notice no PM52000117         |              |
| Bourbonne-les-Bains, N.D. de l'Assomption    | Jaquot-Jeanpierre 1884 | restauré Jean-Georges & Yves Kœnig 1977             | Sans façade                                  | Notice no PM52000136         |              |
| Breuvannes-en-Bassigny, Meuvy, Saint-Georges | Louis Le Bé 2e moitié XVIIe siècle abbaye du Val-des-Ecoliers à Chamarandes-Choignes, transféré St Michel de Chaumont 1794, puis à Meuvy & augmenté Jean-Baptiste Gavot père après 1798                                    | Réparé Jean-Georges & Yves Kœnig                    | Notice no PM52000182                         | Notice no PM52000193         |              |
| Charleville-Mézières, Saint-Rémi             | Orgue de chœur Aristide Cavaillé-Coll 1863 |                                                     |                                              | Notice no PM08000118         |              |
| Chaumont, basilique Saint Jean-Baptiste      | Jean RICHARD 1768, reconstruit Aristide Cavaillé-Coll 1872 | Restauré Yves Kœnig 1981                            | Notice no PM52000321                         | Notice no PM52000320         |              |
| Châteauvillain, Notre-Dame                   | Aristide Cavaillé-Coll 1877 derrière façade muette Jean RICHARD 1786 |                                                     | Notice no PM52000275                         | Notice no PM52000276         |              |
| Donchery, Saint-Onésime                      | Jean Boizard 1702, ne reste que le buffet qui doit être restauré et l'orgue reconstruit courant 2013 |                                                     | Notice no PM08000178                         | Notice no PM08000695 Inscrit |              |
| Doulaincourt-Saucourt, St Martin             | Aristide Cavaillé-Coll 1865 | Jouable 2010                                        |                                              | Notice no PM52000416         |              |
| Droyes, Notre-Dame-de-l'Assomption           | Jean-Baptiste Salmon 1821, modifié Didier & Jaquot 1891 | Peut-être restauration= invisible photo 2006        |                                              | Notice no PM52000420         |              |
| Éclaron, Saint-Laurent                       | Jean Richard 1769 abbaye de Jovilliers dans buffet ancien, transféré 1792, reconstruit Charles DIDIER & Nicolas-Théodore Jaquot 1892, modifié Louis Georgel 1945                                                           | Restauré Max & André Rœthinger 1966                 | Notice no PM52000424                         |                              |              |
| Fronville, Notre-Dame-de-l'Assomption        | Jean-Baptiste Gavot (élève de Jean Richard) 1831, relevé Charles DIDIER & Nicolas-Théodore Jaquot 1892 | Non repris depuis                                   |                                              | Notice no PM52000496         |              |
| Givet, Notre-Dame                            | A. Cavaillé-Coll 1868, réparé Schyven 1885 & 1924 | Restauré L. Plet 1991                               |                                              | Notice no PM08000236         |              |
| Givet, Saint-Hilaire                         | Façade G.O.& Pos. monobloc, devant grande boîte expressive, anonyme |                                                     | Notice no PM08000235                         |                              |              |
| Joinville, Notre-Dame-de-la-Nativité         | Louis Le Bé 1688 Palais Comtes de Champagne à Troyes, transféré idem 1698, reconstruit Jean-Baptiste Gavot 1837, transformé + " Positif de dos expressif" Nicolas-Antoine Lété 1847, puis Louis Georgel 1952               | Restauré style Gavot Jean-Georges & Yves Kœnig 1981 | Notice no PM52000586 restauré 1981 Maimponte | Notice no PM52000593         |              |
| Langres, cathédrale Saint-Mammès, tribune    | Jean Treuillot 1715 abbaye de Morimond, agrandi Jean Richard & Jean-Baptiste Gavot 1788, transféré idem 1792, réparé idem 1802; modifié: Jaquot-Jeanpierre & Cie 1881, Humblot 1932                                        | Reconstruit 1974 & relevé 1994 Haerpfer-Ermann      | Notice no PM52000700                         | Notice no PM52000663         |              |
| Langres, cathédrale Saint-Mammès, chœur      | Ducroquet 1852, relevé Jaquot-Jeanpierre & Fils 1899, réparé Humblot 1934 | Réparé Maurice PHILIPPE 1964                        |                                              | Notice no PM52001351         |              |
| Langres, Saint-Martin, tribune               | Henri DIDIER 1899, réparé & modifié Louis Georgel 1946 | Jouable                                             |                                              | Notice no PM52000768         |              |
| Langres, Saint-Martin, chœur                 | Jaquot-Jeanpierre & Cie 1881 dans buffet début XVIIIe siècle, peu modifié Louis Georgel 1962 | Jouable                                             | Notice no PM52000765                         |                              |              |
| Mouzon, abbatiale Notre-Dame                 | Reconstruit Bartoloméo Formentelli 1991 dans buffet Christophe Moucherel 1725 | Relevé Michel Formentelli 2003                      | Notice no PM08000350                         |                              |              |
| Novy-Chevrières, Saint-Pierre-du-Prieuré     | François Boudos (compagnon de Jean Boizard), début XVIIIe siècle pour les bénédictins Vannistes | buffet vide                                         | Notice no PM08000376                         |                              |              |
| Nully, N.D. de-la-Nativité                   | Aristide Cavaillé-Coll 1865, transformé Louis Georgel 1938 & 1946 | Revu M. PHILIPPE 1975                               |                                              | Notice no PM52000961         |              |
| Poissons, Saint-Aignan                       | Anonyme vers 1840, restauré Nicolas Martel 2008 |                                                     |                                              | Notice no PM52001012         |              |
| Regniowez, Sainte-Trinité                    | Anonyme chapelle latérale de la basilique St Denis XVIIe siècle, offert par Louis XVI & installé 1787 dans le chœur, transféré en tribune Dujardin 1841, reconstruit Renault père & fils fin XIXe siècle, début XXe siècle | Reconstruit Christian Collard 1997                  | Notice no PM08000411                         | Notice no PM08000412         |              |
| Renwez, Notre-Dame                           | Michel Kernst 1790, reste buffet vide restauré avec la tribune 1998 |                                                     | Notice no PM08000425                         |                              |              |
| Saint-Dizier, N.D. de-l'Assomption, tribune  | A.Cavaillé-Coll 1862,69,86; buffet Jacques Cochu 1740-50 abbaye de Larrivour (Aube), transféré Jean Richard 1792; modifié L. Georgel 1935                                                                                  | Restauré Laurent Plet 1990                          | Notice no PM52001083                         | Notice no PM52001082         |              |
| Saint-Dizier, N.D. de-l'Assomption, chœur    | Pierre-Alexandre Ducroquet 1848, agrandi & réharmonisé Charles Mutin1904 | État 1904                                           |                                              | Notice no PM52001331         |              |
| Sedan, Saint-Charles-Borromée                | Reconstruit Joseph Merklin dans buffet de l'orgue Jacques Cochu vers 1768, réparé Duval-Daniellot 1952 |                                                     | Notice no PM08000708                         | Notice no PM08000709         |              |
| Signy-le-Petit, St-Nicolas                   | Clovis (père) & Pol (fils) Renault 1892 |                                                     |                                              | Notice no PM08000534         | PHOTO        |
| Thonnance-lès-Joinville, Saint-Didier        | Jean-Baptiste Gavot 1840, transformé Henri DIDIER 1890 |                                                     |                                              | Notice no PM52001177         |              |
| Villiers-en-Lieu, Saint-Rémy, chœur          | Aristide Cavaillé-Coll av. 1877 Barnabites de Paris, vendu religieuses de l'Assomption de Saint-Dizier, transféré, modifié Charles Mutin 1905                                                                              | Restauré Théo Haerpfer 1986                         |                                              | Notice no PM52001284         |              |
| Wassy, Notre-Dame, tribune                   | Louis Le Bé 1697, réparé François ADAM 1747, agrandi René Cochu 1788, modifié Gavot frères 1844, modernisé P.A. Ducroquet 1853                                                                                             | Restauré Jean-Georges & Yves Kœnig 1973&80          | Notice no PM52001309 + tribune liste 1875    | Notice no PM52001316         |              |
| Wassy, Notre-Dame, chœur                     | Pierre-Alexandre Ducroquet 1853, relevé sans modification Maurice PHILIPPE 1968 |                                                     |                                              | Notice no PM52001307         |              |

### Aube
| Localisation                                  | Construction | Reprises                               | Buffet                         | Instrument                   | Illustration |
| --------------------------------------------- | --- | -------------------------------------- | ------------------------------ | ---------------------------- | ------------ |
| Bar-sur-Aube, Saint-Pierre                    | Nicolas-Antoine Lété 1845 dans buffet 1744 abbatiale St Pierre des chanoinesses de Remiremont | Restauré Théo Haerpfer 1980            | Notice no PM10000170           | Notice no PM10000171         |              |
| Bar-sur-Seine, Saint-Étienne                  | François Mangin 1742 abbaye N.D.aux Nonnains de Troyes, transféré 1793, restauré Théo Haerpfer 1990, harmonisé Ph.Hartmann & Hervé Zuffinetti                                                                       | Relevé L. Plet 2009                    | Notice no PM10000191           | Notice no PM10000193         |              |
| Chaource, Saint-Jean-Baptiste                 | Louis Le Bé 1698 Abbaye Saint-Pierre de Montiéramey, agrandi Jean RICHARD 1780, transféré Bénigne Boillot 1791, modifié Nicolas-Antoine Lété 1848 puis Rollin frères 1889                                           | Restauré Athanase & Jean Dunand 1978   | Notice no PM10000441 + tribune | Notice no PM10000442         |              |
| Chessy-les-Prés, Notre-Dame-de-l'Assomption   | Nicolas-Antoine Lété 1848, orgue à 16 cylindres Saint-Julien-les-Villas, transféré Didier Poirot 1872 |                                        |                                | Notice no PM10000599         |              |
| Cussangy, Saint-Léger                         | Antoine Filipowicz 1867 |                                        |                                | Notice no PM10000684         |              |
| Dienville, Saint-Quentin                      | Charles & Frédéric Rollin 1894; buffet (av.1725) de l'abbaye Saint-Jacques de Vitry des bernardines de Vitry-le-Brûlé, transféré Jean-Baptiste Salmon 1792                                                          | Restauré Humblot 1957                  | Notice no PM10000711           | Notice no PM10003696 Inscrit |              |
| Ervy-le-Châtel, Saint-Pierre-ès-Liens         | François Mangin 1755, Positif Joseph Rabiny 1773, modifié Nicolas-Antoine Lété 1844, Paul Chazelle 1867, Charles Rollin père 1877, Jules Bossier 1929                                                               | Démonté en partie                      | Notice no PM10000788           | Notice no PM10000791         |              |
| Essoyes, Saint-Rémy                           | Charles & Frédéric Rollin 1885 | Restauré Laurent Plet 2006             |                                | Notice no PM10004981         |              |
| Magnicourt, St-Vinebaud                       | Orgue à cylindres & ses 12 rouleaux Voiriot aîné 1837-43, remisé à la mairie |                                        |                                | Notice no PM10001124         |              |
| Méry-sur-Seine, Assomption-de-la-Vierge       | Façade buffet Renaissance sans instrument, vers 1580 |                                        | Notice no PM10001212           |                              |              |
| Moussey, Saint-Martin                         | Orgue à cylindres & ses 21 rouleaux Nicolas-Antoine Lété 1842 | Restauré Jean Dunand 1974              |                                | Notice no PM10001318         |              |
| Nogent-sur-Seine, Saint-Laurent               | G.O. François Mangin 1730-40 dans buffet orgue Simon Du Prey 1587; Positif Adrien L'Epine & Joseph Isnard 1768; réparé René Cochu & Jacques Fourrier 1818, Nicolas-Antoine Lété 1853, Jaquot-Jeanpierre & Fils 1895 | Restauré Théo Haerpfer 1989            | Notice no PM10001401 + tribune | Notice no PM10001411         |              |
| Ricey-Bas, Saint-Pierre-ès-Liens              | Anonyme 1678 abbaye de Molesme, transféré & agrandi Bénigne Boillot 1791, modifié Charles & Frédéric Rollin (frères) 1881                                                                                           | Muet 2012                              | Notice no PM10001718           | Notice no PM10001719         |              |
| Ricey-Haute-Rive, Saint-Jean-Baptiste         | Anonyme 1685 dont subsiste le buffet démonté & remisé |                                        | Notice no PM10001729           |                              |              |
| Romilly-s/ Seine, St Martin                   | Paul Férat 1883, agrandi Jules Bossier 1933, restauré Jean Jonet 1976 |                                        |                                | Notice no PM10001779         |              |
| Rosnay-l'Hôpital, Notre-Dame-de-l'Assomption  | Antoine Filipowicz 1859, modifié Jules Bossier 1932 |                                        |                                | Notice no PM10001794         |              |
| Troyes, cathédrale Sts Pierre & Paul, tribune | Jacques Cochu 1736 abbaye de Clairvaux, agrandi François-Henri Clicquot 1788, acheté 1792, remonté René Cochu (petit-fils) 1808, modifié Jaquot-Jeanpierre & Fils 1913, reconstruit Georges Danion 1969             | Restauré Bernard Dargassies 2012       | Notice no PM10002273           | Notice no PM10002265         |              |
| Troyes, cathédrale Sts Pierre & Paul, chœur   | Joseph Merklin 1865, modifié Nicolas-Théodore Jaquot 1877, puis Jules Bossier 1918 | Restauré Laurent Plet 1987             |                                | Notice no PM10002674         |              |
| Troyes, Saint-Jean-au-Marché                  | René Cochu 1806, modifié Pierre-Alexandre Ducroquet 1850 puis Jules Bossier 1923 | 1985 réparé partiellement Laurent Plet | Notice no PM10003764 Inscrit   | Notice no PM10002407         |              |
| Troyes, Saint-Martin-ès-Vignes                | Nicolas-Antoine Lété 1843, buffet dont parties les plus anciennes datent de 1539; reconstruit Jaquot-Jeanpierre & Cie 1880, restauré Jules Bossier 1931                                                             | Reconstruit Athanase Dunand 1970       | Notice no PM10002467 + tribune |                              |              |
| Troyes, Saint-Nicolas                         | René Cochu 1785, agrandi Daublaine & Callinet 1839, nouveau buffet Charles & Frédéric Rollin (frères) 1889, modifié Jules Bossier 1926                                                                              | Restauré Laurent Plet 1986             |                                | Notice no PM10002677         |              |
| Troyes, Saint-Nizier                          | orgue de chœur Pierre-Alexandre Ducroquet 1851 |                                        |                                | Notice no PM10002679         |              |

### Marne
| Localisation                                             | Construction | Reprises                                              | Buffet                             | Instrument           | Illustration |
| -------------------------------------------------------- | --- | ----------------------------------------------------- | ---------------------------------- | -------------------- | ------------ |
| Avenay-Val-d'Or, Saint-Trésain                           | Cochu ou Péronard vers 1780 abbaye St Pierre d'Avenay, transf. René Cochu 1793 | Restauré Roethinger 1964                              | Notice no PM51000051               | Notice no PM51001324 |              |
| Châlons-en-Champagne, cathédrale St-Étienne              | John Abbey 1847, reconstruit & agrandi John-Albert & Eugène Abbey 1898, restauré Max & André Roethinger 1957 | Restauré Olivier ROBERT & Denis Lacorre 2006          | Notice no PM51001346               | Notice no PM51000217 |              |
| Châlons-en-Champagne, Saint-Alpin                        | Nicolas Dupont 1762 abbaye des bernardines de Ste Hoïlde du Val-d'Ornain, transféré Jean-Baptiste Salmon 1800, reconstruit Alexandre & Henri Jacquet 1864, relevé Augustin Brisset 1914, modifié Louis Georgel                                                                                  |                                                       | Notice no PM51000221               | Notice no PM51000226 |              |
| Châlons, Saint-Loup                                      | Martin Wetzel 1840, reconstruit Jaquot-Jeanpierre & Cie 1891 | Restauré 1985 Théo Haerpfer                           |                                    | Notice no PM51000232 |              |
| Damery, Saint-Georges                                    | transféré Louis Gorlidot 1792, modifié Nicolas-Augustin HUBERT 1842, restauration inachevée Philippe Hartmann vers 1980 |                                                       | Notice no PM51000354 + tribune     | Notice no PM51000359 |              |
| Épernay, Notre-Dame                                      | Aristide Cavaillé-Coll 1869 (harmonisé Félix Reinburg), transféré nouvelle église Charles Mutin 1909, restauré Bernard Hurvy & Michel Jurine 2002 |                                                       |                                    | Notice no PM51001752 |              |
| Épernay, Sts Pierre & Paul                               | Débuté Aristide Cavaillé-Coll 1897, achevé Charles Mutin 1898, | Restauré 1990 Jean RENAUD                             |                                    | Notice no PM51000389 |              |
| Hautvillers, Saint-Sindulphe, ex-abbatiale Saint-Pierre  | Louis Gorlidot & Matthieu Wyskirclum 1769, réemploi Positif 1630, modifié Nicolas-Augustin HUBERT 1848 puis Augustin Brisset fin du XIXe siècle |                                                       | Notice no PM51000470               | Notice no PM51000478 |              |
| Heiltz-l'Évêque, St Maurice                              | o. à cylindres & 9 rouleaux Frédéric CLÉMENT 1837, ruiné & remisé à la mairie |                                                       |                                    | Notice no PM51001306 |              |
| Hermonville, Saint-Sauveur                               | Buffet des XVe et XVIIe siècles transféré Louis Gorlidot après 1791 depuis St Étienne de Reims dont il ne reste que la façade plaquée sur un orgue de 1924 |                                                       | Notice no PM51000484               |                      |              |
| Juvigny, Notre-Dame                                      | Débuté Jehan de Villers 1663, achevé Jacques Carouge 1666, couvent des Cordeliers de Châlons ; transféré René Cochu 1791, relevé Pierre-François-Philippe Lefebvre 1809 ; modifié Alfred Abbey 1850, Jean Blési 1881 & Charles Didier 1893 ; restauré Philippe Hartmann & Jean Deloye 1968 & 76 | Restauré Pascal Quoirin 1994                          | Notice no PM51001296               | Notice no PM51000503 | PHOTO VIDEO  |
| L'Épine, basilique Notre-Dame                            | Jacques Petit-Falaize 1982 dans buffet 1547 | Instrument reconstruit 2020 Michel Formentelli        | Notice no PM51001260 + tribune     |                      |              |
| Montmirail, Saint-Étienne                                | Martin Wetzel 1825-30, transféré & modifié Jean Jonet 1944 |                                                       |                                    | Notice no PM51000574 |              |
| Plivot, Saint-Quentin                                    | Jean-Baptiste Salmon 1828, partie tuyauterie démontée & remisée à la mairie |                                                       |                                    | Notice no PM51000640 |              |
| Reims, cathédrale Notre-Dame                             | John Abbey 1849 dans buffet de Jean Thury 1647 pour l'orgue d'Étienne Enocq ; restauré & agrandi Victor Gonzalez 1938 | Maintenu état 1938                                    | Notice no PM51001273 I. liste 1862 | Notice no PM51000851 |              |
| Reims, Saint-Maurice                                     | Orgue de chœur Aristide Cavaillé-Coll 1889, restauré Erwin Müller 1966 & 73 |                                                       |                                    | Notice no PM51000856 |              |
| Sainte-Menehould, Notre-Dame-du-Château                  | G.O. Pierre Cottereau 1656, relevé Robert Audouin 1748, + Positif Jacques Cochu 1781 ; refait Jean-Baptiste Salmon 1818&27, Alexandre & Henri Jacquet 1871. | Restauré Yves Cabourdin 2000                          | Notice no PM51001002 + tribune     | Notice no PM51001003 |              |
| Sézanne, Saint-Denis                                     | Hippolyte Ducastel 1690 : réemploi grand-corps 1615 & ajout Positif ; reconstruit Charles Didier-Van Caster 1901 | Démonté & remisé                                      | Notice no PM51001035 + tribune     |                      |              |
| Somme-Suippe, Saint-Pierre                               | Henri Jacquet 1860, restauré Jacquot-Lavergne 1947, relevé Maurice PHILIPPE 1969 |                                                       | Notice no PM51001770               | Notice no PM51001771 |              |
| Tours-sur-Marne, Sainte Marie-Madeleine                  | Emile Déjardin 1862, modifié Augustin Brisset 1897, restauré Fortin 1926 |                                                       |                                    | Notice no PM51001307 |              |
| Vienne-le-Château, Pierre&Paul                           | Théodore Jacquot & Fils 1931 dans buffet orgue Claude II Legros (fils) 1748 |                                                       | Notice no PM51001687               |                      |              |
| Vitry-en-Perthois, St-Memmie                             | Jean RICHARD 1790 abbaye cistercienne de Cheminon, transféré 1792 |                                                       | Notice no PM51001236               |                      |              |
| Vitry-le-François, collégiale Notre-Dame de l'Assomption | Jean RICHARD1789abbaye de Trois-Fontaines, transféré Jean-Baptiste Salmon 1792, modif.DaublaineCallinet1845, Jaquot-Jeanpierre&Cie 1886 | Restauré 1983 Théo Haerpfer, relevé 2009 Laurent Plet | Notice no PM51001208               | Notice no PM51001778 |              |
| Vraux, Saint-Laurent                                     | Anonyme 1709 abbaye St Sauveur de Vertus, restauré 1784 & transféré 1792 René Cochu, reconstruit CLAUDE frères 1867 ; réparé Jean Blési 1891, Jacquot-Lavergne 1961, Philippe Hartmann & Jean Deloye 1971                                                                                       | Restauré Denis Londe 2004                             |                                    | Notice no PM51001241 |              |

## Sources
- Base Palissy des Monuments historiques de France
- Orgues en Champagne-Ardenne, tome 4 Haute-Marne, François OTTO, APARM, Ministère de la Culture, de la Communication, des Grands Travaux et du Bicentenaire  1989